# (He's a) Shape in a Drape
(He's a) Shape in a Drape is een nummer van de Britse muzikant Joe Jackson uit 1989. Het is afkomstig van de soundtrack van de film Tucker.
"(He's a) Shape in a Drape" kent invloeden uit de rockabilly uit de jaren '60. Het nummer flopte in Jacksons thuisland het Verenigd Koninkrijk, maar werd wel een bescheiden hit in het Nederlandse taalgebied. In de Nederlandse Top 40 kwam het tot de 29e positie, terwijl het in de Vlaamse Radio 2 Top 30 een plek lager kwam.

## Tracklijst
7"- en cassettesingle
1. "(He's a) Shape in a Drape" - 2:59
2. "Speedway" - 2:40

1. "(He's a) Shape in a Drape" - 2:59
2. "(He's a) Shape in a Drape" - 2:59

Cd-single
1. "(He's a) Shape in a Drape" - 2:59
2. "Soul Kiss" (live) - 4:51
3. "Monday Papers" (live) - 4:58